# Koklasfazant
De Koklasfazant (wetenschappelijke naam: Pucrasia macrolopha) is een fazantachtige hoendervogel. De soort leeft in bergachtige gebieden in het oosten van Azië. De naam van de Vogel komt van de roep, die ongeveer als koklas klinkt. De wetenschappelijke geslachtsnaam Pucrasia heeft een vergelijkbare etymologie.

## Kenmerken

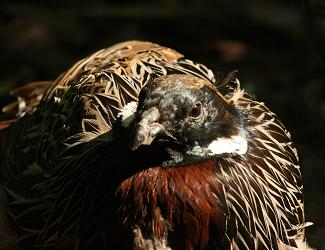
Mannetje van de Koklasfazant, met ingetrokken kop.

Het mannetje (de haan) van de koklasfazant wordt tussen de 52 en 64 cm lang, de staart meegerekend. Het vrouwtje is tussen de 52 en 56 cm. De vleugels zijn vergeleken met andere fazantachtigen lang, tussen de 18 en 25 cm. Het gewicht van een volwassen dier ligt tussen de 1,0 en 1,4 kg.
De staart is tussen de 15 en 28 cm lang en bestaat uit 16 staartveren. Mannetjes hebben grotere staarten dan vrouwtjes. Een gemeenschappelijk kenmerk, waarin de fazantengeslachten Pucrasia, Ithaginis en Tragopan zich van andere fazanten onderscheiden, is dat de rui begint met de middelste staartveren. De koklasfazant heeft voor een fazant een vrij korte, spitse staart en valt op door de lange veren op de kruin van de kop.
Bij het mannetje kunnen de veren op de kruin tot 10 cm lang worden, waardoor ze in de nek vallen. Daarnaast lopen bij het mannetje, net als bij oorfazanten (Crossoptilon), de veren achter de ogen lang en omhoog staand. De bovenkant van de kop is kaneelbruin, de langste veren van de kruin zwart. De lange veren achter de oren en rest van de kop zijn glanzend donkergroen, wat contrasteert met een witte streep op de zijkant van de hals, die afhankelijk van de ondersoort varieert in grootte. Het grootste deel van het lijf is bedekt met zilvergrijze veren met zwarte strepen. De veren op de borst, onderkant van de staart en buik zijn kastanjebruin, bij de staart met witte vlekken. De vleugels zijn roodbruin van kleur, met zwarte strepen over de veren. De staartveren zijn roodbruin met aan het einde een witte band en een zwart uiteinde. De snavel en huid rond de ogen is zwartbruin, de irissen van de ogen zijn ook donkerbruin van kleur. Bij beide geslachten zijn de dekveren op het lichaam spits toelopend van vorm, wat het dier een geschubd uiterlijk geeft. De poten zijn blauwgroen en bij de haan gespoord.
Het vrouwtje lijkt in meerdere opzichten sterk op dat van de Glansfazanten (Lophophorus). Het blijft iets minder lang dan het mannetje, wat vooral komt doordat de staart korter is. De kruinveren zijn korter dan bij het mannetje, beige van kleur met een wit uiteinde. Onder de kruin is de kop beige. De hals en onderzijde van de kop zijn wit tot lichtbeige en worden door een donkere band over de wangen van de lichtere bovenzijde van de kop gescheiden. Ook de borst en buik zijn zeer lichtgekleurd, met donkere vlekken. De rug en bovenzijde van de vleugels zijn bruin met beige en zwarte strepen. De staart is aan de onderkant roodbruin met witte stippen en aan de bovenzijde beigebruin met donkere stippen en lichtere strepen.
De jongen hebben een tekening vergelijkbaar met die van het vrouwtje. Al in het eerste levensjaar ontwikkelen zich bij de jonge hanen de mannelijke kenmerken.
De lokroep van de haan is een luid "kok kok kok kokrass". De hen heeft een hogere toonhoogte.

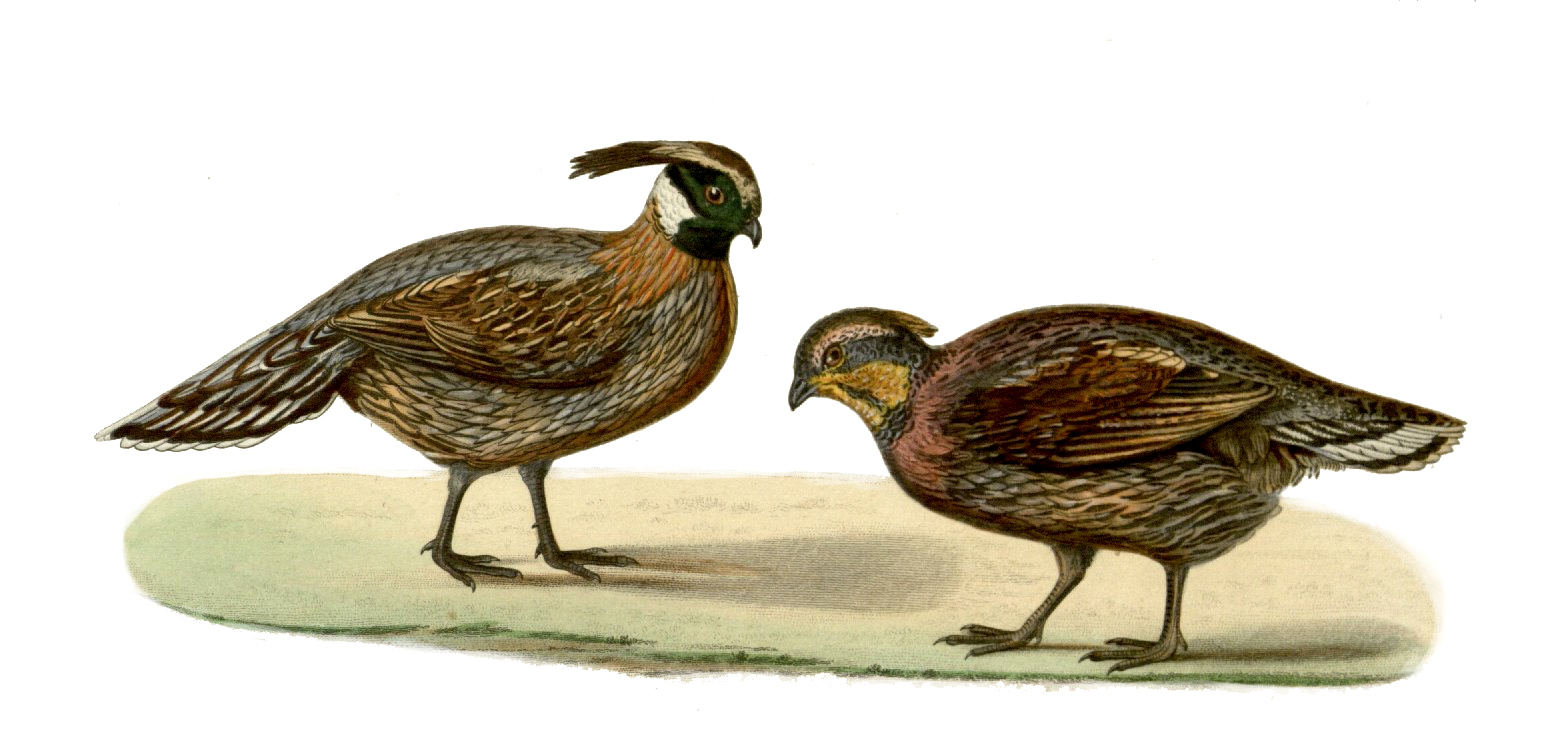
Tekening van de haan en hen van de ondersoort Pucrasia macrolopha xanthospila.

## Verspreiding en habitat
De Koklasfazant heeft verschillende van elkaar geïsoleerde verspreidingsgebieden, waarin verschillende ondersoorten voorkomen. Een eerste gebied beslaat het westen van de Himalaya tot in het westen van Nepal, de Karakoram en de Hindoe Koesj, tot in het oosten van Afghanistan. Andere populaties zijn verspreid over China, tot in Binnen-Mongolië en Heilongjiang in het noorden en Gansu in het oosten. Alleen in het zuidoosten van China komt de Koklasfazant niet voor.
De Koklasfazant leeft in gematigd of subtropisch naaldbos of gemengd bos op steile hellingen. Liefst heeft het Dier een dichte ondergroei van bamboe, rododendron of andere struiken. Ze kunnen echter ook in opener bos voorkomen.
De soort telt 9 ondersoorten:
- P. m. castanea: oostelijk Afghanistan en noordwestelijk Pakistan.
- P. m. biddulphi: Kashmir.
- P. m. macrolopha: de westelijke Himalaya.
- P. m. nipalensis: westelijk Nepal.
- P. m. meyeri: van westelijk Sichuan tot noordwestelijk Yunnan.
- P. m. ruficollis: het westelijke deel van Centraal-Sichuanto, zuidwestelijk Gansu en zuidelijk Shaanxi.
- P. m. xanthospila: van noordelijk Shaanxi en Shanxi tot westelijk Hebei.
- P. m. joretiana: zuidwestelijk Anhui.
- P. m. darwini: van Hubei en zuidoostelijk Sichuan tot Fujian.

## Levenswijze
De Koklasfazant foerageert in de morgen en avond door in de grond te graven naar wortels en knollen. Ze leven in de zomer tot op 4000 m hoogte. In de winter, vooral bij sterke sneeuwval, dalen de Dieren af tot rond de 1500 of 1000 m.
De broedtijd is tussen april en juni. Vermoedelijk leven de dieren monogaam. Bij de balts zet het mannetje zijn kruinveren rechtovereind, spreidt het zijn staart en zet het zijn halsveren op, waardoor de witte stippen duidelijker opvallen. Het mannetje draait de staart naar de hen toe, daarmee zachtjes heen en weer schuddend, terwijl het de vleugels naar onderen laat wijzen. De haan loopt daarop met afgemeten passen rondom het vrouwtje, met de punten van de veren over de grond schrapend. Af en toe rent hij snel op het vrouwtje af, of springt hij in de lucht. Als het vrouwtje bereid is tot de paring strekt ze zich uit, daarbij de veren licht opzettend.
Het nest bestaat uit een zelf uitgegraven kuil in de bodem. Er worden per keer 5 tot 7 eieren gelegd, in een zeldzaam geval 9. De eieren zijn ongeveer 5 bij 3,5 cm groot en witgelig van kleur, met roodbruine vlekken of stippen. Ze komen na een broedtijd van 20 tot 27 dagen uit.